# Vancaraya
'Vancaraya 《Dam Khing Jŭ》 (1125- 1169) Vancaraya là tên gọi bằng tiếng Pali Sanskrit của người Ấn Độ, tiếng Êđê gọi là Dam Khing Jŭ có nghĩa là Thủ Lĩnh Da Nâu, sử liệu Trung Quốc gọi là Ying-Ming-Ye (Ưng Minh Diệp), là một thủ lĩnh người Rang Đê (Người Êđê), khi đó người Êđê và Jarai chưa phân li thành hai tộc người riêng như ngày nay. Sự kiện vào năm 1150, sau khi đánh đuổi quân Khmer về bên kia dãy Trường Sơn, vua Champa là Jaya Harivarman I đã tấn công người Orang Đê (Êđê),khi đó Vancaraya (Dam Khing Ju) là một thủ lĩnh Orang Đê (người Êđê) và là em rể của nhà vua Jaya Harivarman, để tái lập trật tự trong nước.Vancaraya (Dam Khing Jŭ) lãnh đạo bộ tộc chống cự quyết liệt,nhưng cuối cùng bị thất bại. Tàn quân của Vancaraya (Dam Khing Jŭ) vượt sông Gianh vào Đại Việt cầu cứu, vua Lý Anh Tôn sai tướng Nguyễn Mông cùng 5.000 binh sĩ từ Thanh Hóa vào tiếp cứu nhưng bị đánh bại, Nguyễn Mông và Vancaraya đều bị tử trận. Toàn bộ các thung lũng ven núi nơi người Orang Đê cư trú đều đặt dưới sự kiểm soát trở lại của Vua Jaya Harivarman I. Đây có thể là mối liên hệ sớm nhất giữa bộ lạc Tây Nguyên với người Việt.